# 20e législature de la Colombie-Britannique

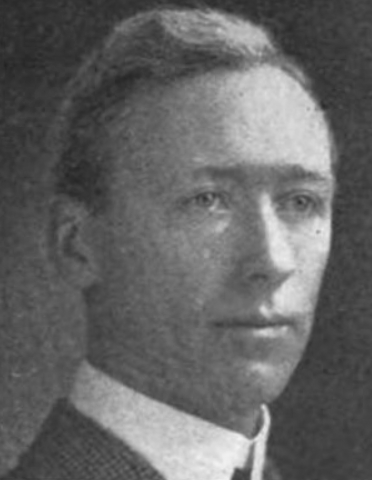
John Hart, premier ministre (1941-1947).

La 20e législature de la Colombie-Britannique a siégé de 1941 à 1945. Ses membres sont élus lors de l'élection générale de 1941. Les Libéraux et les Conservateur forme un gouvernement de coalition dirigé par John Hart remporte l'élection et forme un gouvernement majoritaire. Le CCF d'Harold Winch forme l'opposition officielle.
Norman William Whittaker est président de l'Assemblée durant toute la durée de la législature.

## Membre de la 20elégislature
| Député | Député                       | Circonscription         | Parti        |
| ------ | ---------------------------- | ----------------------- | ------------ |
|        | James Mowat                  | Alberni                 | Libéral      |
|        | William James Asselstine     | Atlin                   | Libéral      |
|        | Ernest Edward Winch          | Burnaby                 | CCF          |
|        | Louis LeBourdais             | Cariboo                 | Libéral      |
|        | Leslie Harvey Eyres          | Chilliwack              | Conservateur |
|        | Thomas King                  | Columbia                | Libéral      |
|        | Colin Cameron                | Comox                   | CCF          |
|        | Samuel Guthrie               | Cowichan-Newcastle      | CCF          |
|        | Frank William Green          | Cranbrook               | Conservateur |
|        | Leonard Alec Shepherd        | Delta                   | CCF          |
|        | Roderick Charles MacDonald   | Dewdney                 | Conservateur |
|        | Elmer Victor Finland         | Esquimalt               | Conservateur |
|        | Thomas Hubert Uphill         | Fernie                  | Travailliste |
|        | Henry George Thomas Perry    | Fort George             | Libéral      |
|        | Thomas Alfred Love           | Grand Forks-Greenwood   | Conservateur |
|        | Robert Henry Carson          | Kamloops                | Libéral      |
|        | Charles Sidney Leary         | Kaslo-Slocan            | Libéral      |
|        | Ernest Crawford Carson       | Lillooet                | Conservateur |
|        | Herbert Gargrave             | Mackenzie               | CCF          |
|        | George Sharratt Pearson      | Nanaimo and the Islands | Libéral      |
|        | Frank Putnam                 | Nelson-Creston          | Libéral      |
|        | Arthur Wellesley Gray        | New Westminster         | Libéral      |
|        | Kenneth Cattanach MacDonald  | North Okanagan          | Libéral      |
|        | Dorothy Steeves              | North Vancouver         | CCF          |
|        | Herbert Anscomb              | Oak Bay                 | Conservateur |
|        | Mark Matthew Connelly        | Omineca                 | Libéral      |
|        | Glen Everton Braden          | Peace River             | Libéral      |
|        | Thomas Dufferin Pattullo     | Prince Rupert           | Libéral      |
|        | Harry Johnston               | Revelstoke              | Libéral      |
|        | Herbert Wilfred Herridge     | Rossland-Trail          | CCF          |
|        | Norman William Whittaker     | Saanich                 | Libéral      |
|        | Rolf Wallgren Bruhn          | Salmon Arm              | Conservateur |
|        | Bernard George Webber        | Similkameen             | CCF          |
|        | Edward Tourtellotte Kenney   | Skeena                  | Libéral      |
|        | William Andrew Cecil Bennett | South Okanagan          | Conservateur |
|        | Winona Grace MacInnis        | Vancouver-Burrard       | CCF          |
|        | Charles Grant MacNeil        | Vancouver-Burrard       | CCF          |
|        | Laura Emma Marshall Jamieson | Vancouver Centre        | CCF          |
|        | Wallis Walter LeFeaux        | Vancouver Centre        | CCF          |
|        | Arthur James Turner          | Vancouver East          | CCF          |
|        | Harold Edward Winch          | Vancouver East          | CCF          |
|        | Royal Lethington Maitland    | Vancouver-Point Grey    | Conservateur |
|        | James Alexander Paton        | Vancouver-Point Grey    | Conservateur |
|        | Tilly Jean Rolston           | Vancouver-Point Grey    | Conservateur |
|        | John Hart                    | Victoria City           | Libéral      |
|        | Nancy Hodges                 | Victoria City           | Libéral      |
|        | William Thomas Straith       | Victoria City           | Libéral      |
|        | John Joseph Alban Gillis     | Yale                    | Libéral      |

## Répartition des sièges
| Parti    | Parti        | Député(s) |
| -------- | ------------ | --------- |
|          | Libéral      | 21        |
|          | CCF          | 14        |
|          | Conservateur | 12        |
|          | Travailliste | 1         |
| Total    | Total        | 48        |
| Majorité | Majorité     | 16        |

Notes:
1. ↑  L'ancien premier ministre et chef libéral Thomas Dufferin Pattullo ne soutient pas la coalition qui disposait de 32 sièges.

## Élections partielles
Des élections partielles ont été tenues pour diverses autres raisons:
| Circonscription | Député                 | Parti     | Élection         | Motif                                   |
| --------------- | ---------------------- | --------- | ---------------- | --------------------------------------- |
| Salmon Arm      | George Faulds Stirling | CCF       | 25 novembre 1942 | Décès de R.W. Bruhn le 30 août 1942     |
| Revelstoke      | Vincent Segur          | CCF       | 14 juin 1943     | Décès de H. Johnston le 21 janvier 1943 |
| New Westminster | Byron Ingemar Johnson  | Coalition | 10 mai 1945      | Décès de A.W. Gray le 7 mai 1944        |

## Autre(s) changement(s)
- Rossland-Trail, démission de Herbert Wilfred Herridge pour se présenter lors de l'élections fédérales canadiennes de 1945.